# Cuộc nổi dậy tháng 11
Cuộc nổi dậy tháng 11 (1830–31), còn được gọi là Chiến tranh Ba Lan-Nga 1830–31  hoặc Cách mạng Thiếu sinh quân, là một cuộc nổi dậy vũ trang ở trung tâm của Ba Lan bị phân chia chống lại Đế quốc Nga. Cuộc nổi dậy bắt đầu vào ngày 29 tháng 11 năm 1830 tại Warsaw khi các sĩ quan trẻ Ba Lan từ Học viện quân sự của Quốc hội Ba Lan nổi dậy, do trung úy Piotr Wysocki lãnh đạo. Một bộ phận lớn các dân tộc Litva, Belarus và Cánh hữu Ukraina đã sớm tham gia cuộc nổi dậy. Mặc dù quân nổi dậy đã đạt được những thành công cục bộ, nhưng một Quân đội Đế quốc Nga vượt trội về số lượng dưới sự chỉ huy của Ivan Paskevich cuối cùng đã đánh bại những cuộc nổi dậy. Hoàng đế Nga Nicholas I ra lệnh rằng kể từ đó, Ba Lan bị Nga chiếm đóng sẽ mất quyền tự chủ và trở thành một phần không thể thiếu của Đế quốc Nga. Với việc Warsaw chỉ còn lại ít hơn một đơn vị đồn trú quân sự, trường đại học của nó đã đóng cửa.